# Нордеште (район)
Нордеште (порт. Nordeste) — населённый пункт и район в Португалии, входит в округ Азорские острова. Расположен на острове Сан-Мигел. Является составной частью муниципалитета Нордеште. Население составляет 1383 человека на 2001 год. Занимает площадь 21,03 км².
Покровителем района считается Георгий Победоносец (порт. São Jorge).